# Frankfurt Interbank Offered Rate
Frankfurt Interbank Offered Rate (FIBOR) war von 1985 bis 1999 ein Referenzzinssatz am Geldmarkt, der werktäglich am Bankplatz Frankfurt am Main für DM-Termingeld berechnet wurde.

## Geschichte
Knapp ein Jahr nach Beginn der Vorbereitungen für den LIBOR einigte sich die deutsche Bankwirtschaft im August 1985 darauf, den FIBOR als DM-Referenzzins zu kreieren. Hierzu meldeten ursprünglich zwölf Kreditinstitute ihre Briefsätze für Drei- und Sechsmonatstermingelder, wobei die beiden Extremwerte (höchster und niedrigster Zinssatz) eliminiert wurden.
Die FIBOR-Zinssätze mit Laufzeiten zwischen ein und zwölf Monaten wurden von Juli 1990 bis Dezember 1998 sowie das FIBOR-Tagesgeld FIONIA (Frankfurt Interbank Over-night Indexed Average Rate) vom Juli 1996 bis Dezember 1998 nach der Zinsmethode act/360 ermittelt. Daneben gab es FIBOR-Sätze alter Art für Dreimonatsgeld und Sechsmonatsgeld, die von August 1985 bis Dezember 1998 nach der Zinsmethode 30/360 berechnet wurden. Ab Juli 1990 galten diese Sätze nur noch als Basis für auslaufende Geschäfte.
FIBOR und FIONIA wurden am 1. Januar 1999 von dem vom ACI eingeführten EURIBOR und EONIA abgelöst.

## Ermittlung
Geschäftstäglich meldeten 19 Kreditinstitute (Referenzbanken) morgens hypothetische Briefzinssätze für Festgelder zwischen ein und zwölf Monaten, wie sie im Interbankenhandel unbesichert an eine andere Bank gewährt würden, an den Online-Dienst Telerate. Dieser ermittelte Durchschnittssätze und veröffentlichte sie um 11:00 Uhr mit fünf Nachkommastellen. Dabei flossen die zwei höchsten und die zwei niedrigsten gemeldeten Zinssätze nicht in die FIBOR-Berechnung ein. Dies sollte verhindern, dass Zinsausreißer den Durchschnittszins verfälschen. Für die Zinsberechnung galt die Zinsberechnungsmethode actual/360. Im Wirtschaftsteil der Tageszeitungen wurde der FIBOR täglich veröffentlicht.

## Verwendung
Er war der Referenzzinssatz für DM-Anleihen mit variablen Zinsen neben dem etablierten LIBOR. Seine Funktion hat inzwischen der EURIBOR eingenommen. Der FIBOR war einerseits für kurzfristige Kredite Verhandlungsbasis, andererseits auch für die Anlage von Festgeldern eine wichtige Information, um mit der Bank über die Höhe des Festgeldzinses sicher verhandeln zu können. Außerdem wurde der FIBOR als Referenzzins bei variabel verzinslichen Anleihen und bei Swaps verwendet.